# Gisborne, Australien
Gisborne är en ort i Australien. Den ligger i kommunen Macedon Ranges och delstaten Victoria, omkring 49 kilometer nordväst om delstatshuvudstaden Melbourne. Antalet invånare är 6 398.
Närmaste större samhälle är Sunbury, omkring 15 kilometer sydost om Gisborne. 
Trakten runt Gisborne består till största delen av jordbruksmark. Runt Gisborne är det ganska tätbefolkat, med 70 invånare per kvadratkilometer. Genomsnittlig årsnederbörd är 971 millimeter. Den regnigaste månaden är juni, med i genomsnitt 115 mm nederbörd, och den torraste är januari, med 34 mm nederbörd.